# Richard Losick

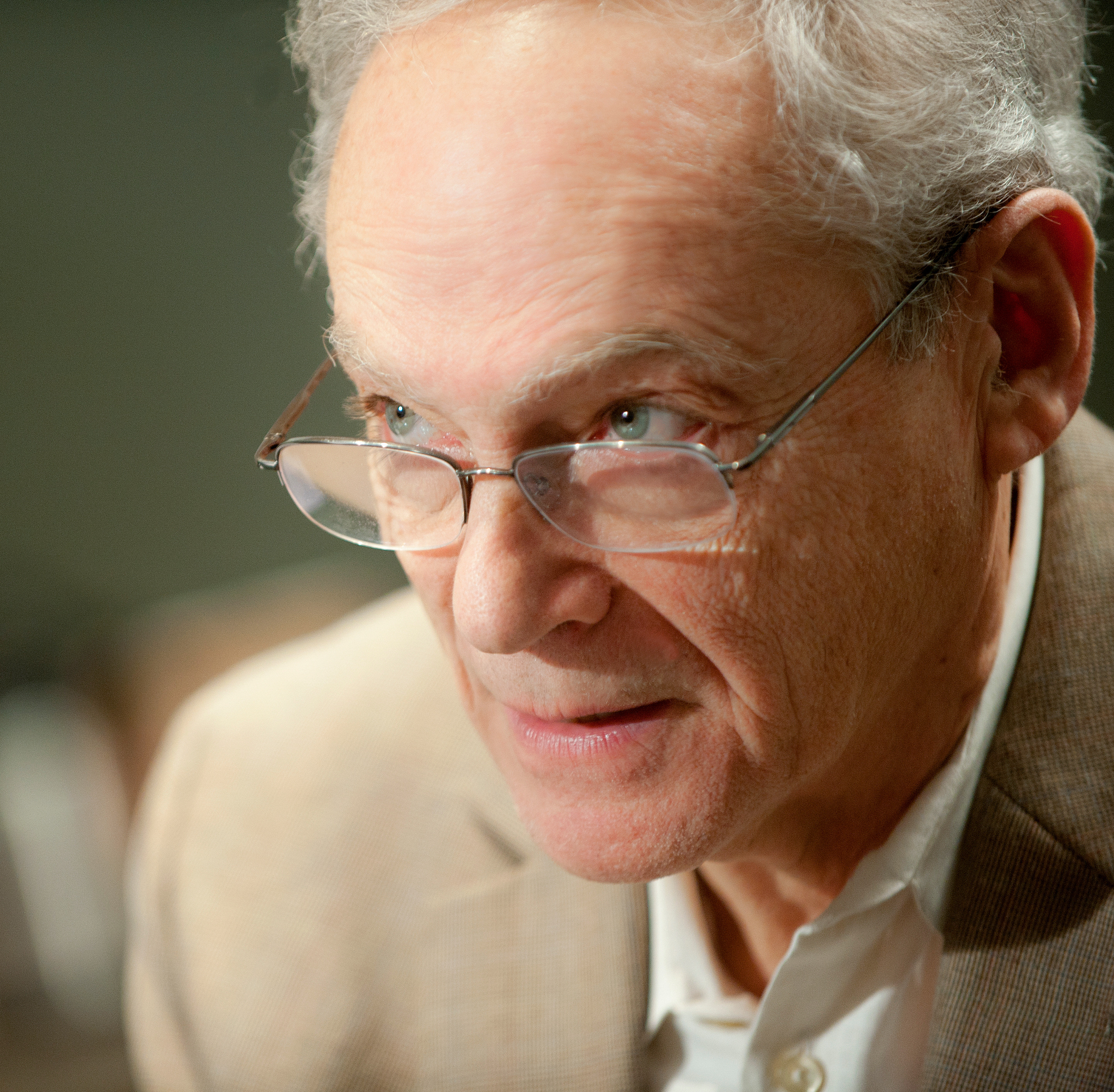
Richard Losick

Richard Marc Losick (* 1943) ist ein US-amerikanischer Molekular- und Zellbiologe und Professor für Biologie an der Harvard University in Cambridge, Massachusetts.

## Leben
Losick erwarb 1965 einen Bachelor in Chemie an der Princeton University in Princeton, New Jersey, und 1969 einen Ph.D. in Biochemie am Massachusetts Institute of Technology (MIT) in Cambridge, Massachusetts. Als Junior Fellow wurde er in die Harvard Society of Fellows der Harvard University, ebenfalls in Cambridge, gewählt. Dort arbeitete er bei Jack Strominger und wurde 1972 Mitglied des Lehrkörpers. Er blieb während seiner gesamten wissenschaftliche Karriere in Harvard und hat heute (Stand 2013) eine Professur für Biologie inne.
Zusätzlich forscht Losick seit 2002 in Cambridge für das Howard Hughes Medical Institute (HHMI), wo er leitend am Aufbau von Programmen beteiligt ist, mit denen bereits Studienanfänger an wissenschaftliches Arbeiten herangeführt werden sollen beziehungsweise die wissenschaftliche Karriere benachteiligter Studenten gefördert werden soll.
Losicks Ehefrau, Jan Pero, leitet ein Biotechnologie-Unternehmen in Cambridge.

## Wirken
Als Modellorganismen verwendet Losick Sporenbildner wie Streptomyces coelicolor und vor allem Bacillus subtilis.
Er erforschte, wie Sigma-Faktoren die RNA-Polymerase beeinflussen, um die Transkription zu regulieren und die Sporulation der Mikroorganismen zu initiieren. Losick entdeckte fünf alternative Sigma-Faktoren, die an der Sporulation beteiligt sind. Er konnte zeigen, dass die beiden Tochterzellen der sporenbildenden Mutterzelle mittels Signaltransduktion miteinander in Verbindung stehen und nach asymmetrischer Zellteilung gemeinsam die Reifung der Spore bewirken. Mittels Fluoreszenz-Markierung von Proteinen konnte Losick belegen, dass auch Bakterien in unterschiedliche Teile der Zelle unterschiedliche Proteine „versenden“ (entsprechend der Zellpolarität höherer Organismen). In Biofilmen bilden Sporenbildner komplexere Strukturen als in vitro; sie bilden in die Luft ragende Strukturen, an deren Spitzen die Sporulation stattfindet. Losick sieht in der Sporulation also nicht die einsame „Entscheidung“ einer Zelle, sondern das Ergebnis einer gegenseitigen Beeinflussung der bakteriellen Gemeinschaft.

## Auszeichnungen (Auswahl)
- 1992 Mitgliedschaft in der National Academy of Sciences
- 1996 Mitgliedschaft in der American Academy of Arts and Sciences[1]
- 2005 Mitgliedschaft in der American Philosophical Society[2]
- 2007 Selman A. Waksman Award in Microbiology der National Academy of Sciences[3]
- 2009 Canada Gairdner International Award[4]
- 2012 Louisa-Gross-Horwitz-Preis
- Fellow der American Association for the Advancement of Science